# Gladbachus
Genre
Espèce
Gladbachus est un genre fossile de poissons cartilagineux ayant vécu au Dévonien moyen il y a environ 390 Ma (millions d'années). Il a été décrit en 2001 et attribué de façon putative à la classe des chondrichthyens. 
Ce poisson fossile a été découvert dans le massif schisteux rhénan en Allemagne, et nommé à partir de la ville de Bergisch Gladbach, où il a été trouvé.
Il est considéré comme l'un des plus vieux requins après Cladoselache et Stethacanthus. Depuis sa découverte il n'a reçu aucun classement en termes de famille et d'ordre. La seule espèce connue est Gladbachus adentatus.

## Description
Il mesure 40 cm de long et 20 cm de large. Gladbachus a un corps aplati, ce qui lui permettait, comme les requins-tapis, de se cacher pour attraper ses proies facilement ou encore de se camoufler à l'abri de ses prédateurs.

## Classification
Le nom valide complet (avec auteur) de ce taxon est Gladbachus Heidtke (d) & Krätschmer (d), 2001.
Selon GBIF (15 février 2024) ce genre n'est représenté par aucune espèce et Paleobiology Database (15 février 2024) ne reconnait pas ce genre.